# Rob Ostlere
Robert Ostlere (...) è un attore britannico.

## Biografia
Ostlere si è diplomato alla Royal Academy of Dramatic Art nel 2008. Molto attivo principalmente nel teatro, appare nel 2011 nell'episodio pilota della serie televisiva HBO Il Trono di Spade (Game of Thrones) nel ruolo di Waymar Royce. L'attore è conosciuto soprattutto per essere stato dal 2013 al 2016 nel cast fisso della serie televisiva Holby City, nel ruolo di Arthur Digby. L'associazione per i National Television Awards lo ha inserito per questo ruolo nella lista dei migliori nuovi personaggi in una serie in corso.

## Filmografia
- Doctors – serial TV, 2 puntate (2008, 2010)
- The Task, regia di Alex Orwell (2011)
- Il Trono di Spade (Game of Thrones) – serie TV, episodio 1x01 (2011)
- The Vessel – serie TV, 2 episodi (2011)
- Restless – film TV (2012)
- Holby City – serie TV, 156 episodi (2013-2022)
- I Hate Suzie – serie TV, episodi 1x04-1x08 (2020)
- Infinite, regia di Antoine Fuqua (2021)
- Stephen – miniserie TV, puntata 3 (2021)
- The Chelsea Detective – serie TV, episodio 1x01 (2022)
- Il giovane ispettore Morse (Endeavour) – serie TV, episodio 9x01 (2023)
- Patience – serie TV, episodio 1x04 (2025)